# Тиресий
Тиресий (др.-греч. Τειρεσίας) — персонаж греческих мифов, слепой прорицатель в Фивах. Сын пастуха Евера и нимфы Харикло; отец прорицательницы Манто.
Прорицатель. Из рода спарта Удея.

## Получение пророческого дара и слепота

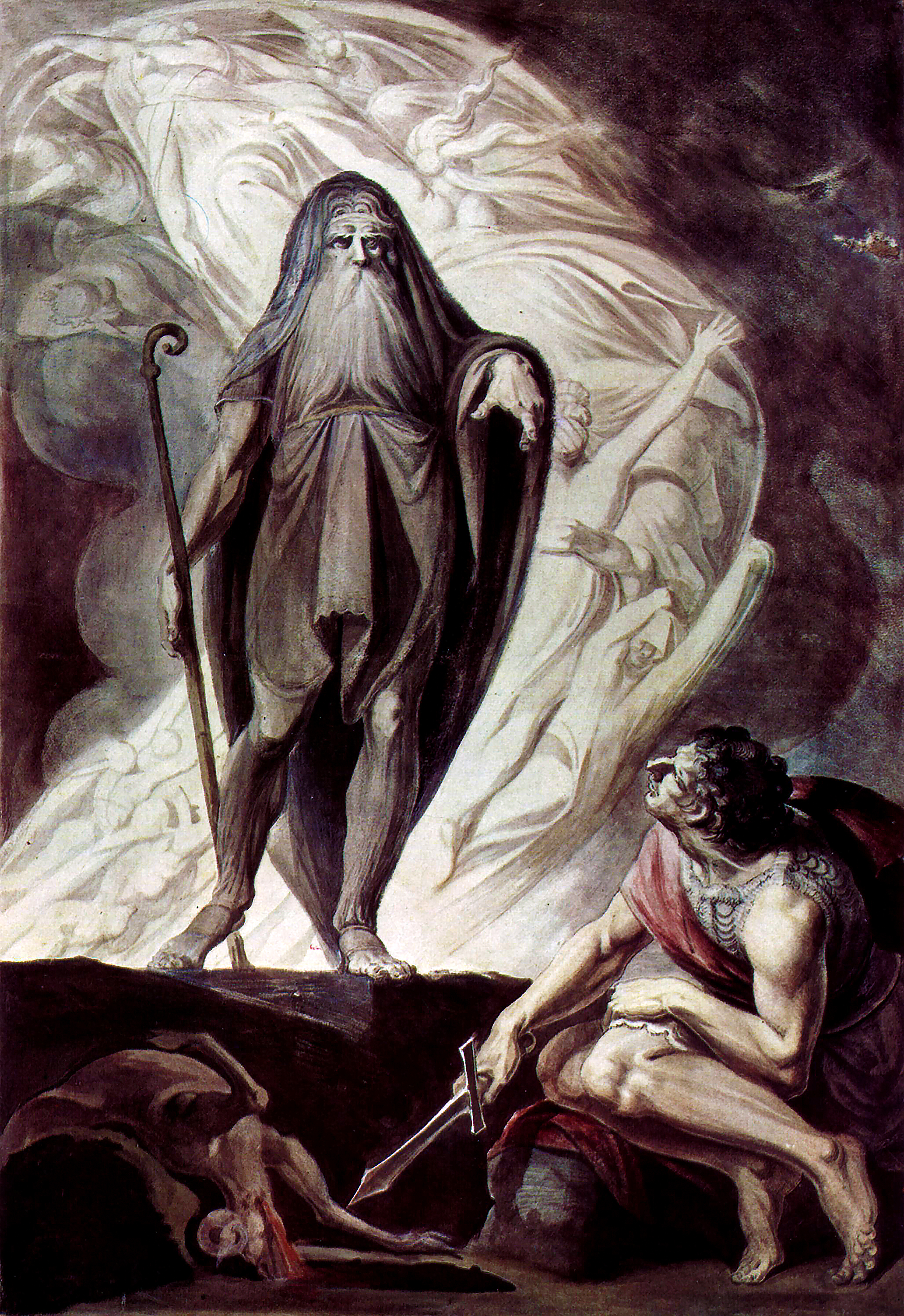
Иоганн Генрих Фюссли, «Тиресий перед Одиссеем»

По легенде, юношей Тиресий обнаружил двух сплётшихся во время спаривания змей, ударил палкой одну, оказавшуюся самкой, и превратился в женщину. Согласно Гесиоду, на горе Киллений ударил посохом (или наступил на) спаривавшихся змей, превращён в женщину, позже на том же месте наступил на них и вернулся в прежний облик. Только семь лет спустя (или 8 лет спустя), вновь найдя такую же пару змей и ударив самца, он снова стал мужчиной. Либо он отрубил змее голову по дороге из Фив в Глисант, либо это было на Кифероне. Согласно Птолемею Гефестиону, превращался в женщину семь раз, отчего критяне называют его «дочерью Форбанта».
Зевс и Гера привлекли его, чтобы рассудить их спор о том, кто получает больше удовольствия от любовного соития — мужчина или женщина. По словам Гесиода, Тиресий, испытавший и то, и другое, ответил, что если исчислять общее наслаждение десятью долями, то мужчина получает одну долю, а женщина — девять. За это проигравшая спор Гера ослепила его; Зевс же наделил Тиресия вместо зрения способностью прорицать и дал ему жизнь, равную семи поколениям (или удлинил её в девять раз).
Существовала и другая (менее популярная) легенда: в юности Тиресий увидел обнажённой купавшуюся Афину и был ею за это лишён зрения. После Афина, поддавшись мольбам Харикло, сжалилась над ним, но уже не могла отменить своего наказания и дала ему взамен дар прорицаний. Согласно Ферекиду, его ослепила Афина, так как он увидел её обнажённой. Тогда Афина изощрила его слух, так что ему стал понятен язык птиц.
Либо ослеп на седьмом году жизни, открыв людям волю богов.

## Прорицатель и герой мифов
Поведал Амфитриону о близости Зевса с Алкменой.
Предсказал фиванцам, что они победят, если Менекей принесёт себя в жертву. Предсказывает будущее Креонту.
Во время похода Эпигонов убедил фиванцев покинуть Фивы. Выпил воды из источника Тильфусса и умер. Либо взят в плен и умер у Тильфусы (рядом с Галиартом). Могила у источника Тильфусса, там надгробный памятник. Умер в Галиарте, его кенотаф был в Фивах. Либо умер в Колофоне, где его похоронили Калхант, Леонтей и Полипет. Одиссей встретил его в царстве мёртвых. Ойоноскопейон (место гадания по птицам) Тиресия показывали в Фивах.

## Тиресий у античных авторов
Вызван Одиссеем из Аида, предсказывает ему варианты будущего. Действующее лицо трагедии Эсхила «Вызыватели душ» (фр.273-275 Радт), трагедий Софокла «Царь Эдип» и «Антигона», трагедий Еврипида «Вакханки», «Финикиянки», Сенеки «Эдип».
Престарелый Тиресий, пользующийся общим почтением, говорящий от лица богов, спорящий с царями, порицающий их и дающий им советы — важный герой античных произведений на сюжеты из «фиванского» цикла мифов: «Царя Эдипа» Софокла (где он первым знает, что осквернение Фив произошло из-за самого Эдипа), «Антигоны» того же автора, «Финикиянок» Еврипида (где появляется вместе с дочерью) и «Вакханок» того же автора (где роль Тиресия носит трагикомический характер: мудрому и степенному прорицателю приходится надеть пятнистую шкуру, увенчать голову плющом, плясать во имя Вакха, «позоря свою старость» в глазах фиванцев).
Тиресий появляется (в виде тени) в «Одиссее» Гомера — вызванный из подземного царства, предсказывает Одиссею его дальнейшую судьбу и указывает, как тому следует поступать.
Легенда о двух змеях и споре Зевса с Герой излагается в «Метаморфозах» Овидия (III, 318—340); о гневе Афины — обработана Каллимахом в гимне «На омовение Афины».

## Тиресий в позднейших произведениях
В «Аде» Данте Тиресий помещён в восьмой круг, четвёртый ров, вместе с другими предсказателями и лжепророками.
Тиресий — рассказчик в поэме «Бесплодная земля» Т. С. Элиота.
Именем Тиресия названо стихотворение А. Теннисона.
Тиресий — персонаж оперы-оратории И. Ф. Стравинского «Царь Эдип», написанной на сюжет одноимённой трагедии Софокла.
На свой лад миф использует французский поэт Гийом Аполлинер в пьесе «Груди Тиресия» (1917), по которой Ф. Пуленк создал одноимённую оперу (1947)
В пьесе группы Genesis Cinema Show с альбома 1973 года Selling England by the Pound в третьей строфе излагается история Тиресия
«Фауст» Гёте — олицетворение глубокой старости

## Тиресий в современной литературе
В романе Г. Л. Олди «Герой должен быть один» — второстепенный персонаж.
В романе Лоренса Даррела «Александрийский квартет» неоднократные ссылки на двуполость Тиресия и его прорицательский дар. Является архетипом нескольких персонажей романа.

## Другие упоминания
В комиксах Алана Мура «Лига выдающихся джентльменов» является отцом Орландо — бессмертного героя, также известного своей возможностью время от времени менять пол (основан на персонаже из произведения Вирджинии Вульф «Орландо»).